# Mário Pacheco (político de Minas Gerais)
Mário Pacheco foi um político brasileiro do estado de Minas Gerais.
Mário Pacheco foi deputado estadual de Minas Gerais durante a 9ª legislatura (1979 - 1983), como suplente de alguns deputados afastados.